# Orașul Negru
Orașul Negru (în maghiară A fekete város) este unul dintre ultimele romane istorice scrise între anii 1908 - 1910 de scriitorul maghiar Kálmán Mikszáth. El a fost un roman de succes în Ungaria fiind transpus și pe ecran, în filmul cu același nume. Romanul are 15 capitole, la începutul fiecărui capitol sunt câteva rânduri cu un rezumat scurt al capitolului anterior.

## Acțiunea romanului
În centrul romanului este conflictul dintre subprefectul maghiar al Comitatului Szepes Görgey Pál, care provine dintr-o familie bogată și primarul orașului sas Lőcse. Conflictul s-a intensificat cu ocazia unei vânători de cerbi care a avut loc aproape de hotarul orașului Lőcse și moșia Görgey. Câinele magnatului maghiar va fi împușcat de primarul orașului săsesc, când acesta în urmărirea cerbului a intrat pe hotarul sașilor. Görgey își va răzbuna câinele împușcând primarul, rostind cuvintele Câine pentru câine. Noul primar al orașului Lőcse, condamnă la moarte pe Görgey și dă porunca, până la executarea magnatului maghiar, care poate fi dus la îndeplinire numai pe teritoriul orașului Lőcse, tot orașul să poarte doliu. Acțiunea se complică prin faptul că se îndrăgostesc, fata lui Görgey (în film Vera Venczel) și senatorul sas Fabricius. Descrierea evenimentelor și îndărătnicia personajelor principale, este descrisă cu umor de scriitorul maghiar. În final Görgey va muri, rămânând la latitudinea cititorului dacă ajung împreună sau nu, tânăra pereche îndrăgostită.